# Lillgrynnan och Storgrynnan
För andra betydelser, se Lillgrynnan eller Storgrynnan.
Lillgrynnan och Storgrynnan är en ö i Finland. Den ligger i Bottenhavet och i kommunen Närpes i den ekonomiska regionen  Sydösterbotten i landskapet Österbotten, i den västra delen av landet. Ön ligger omkring 55 kilometer sydväst om Vasa och omkring 350 kilometer nordväst om Helsingfors.
Öns area är 4,2 hektar och dess största längd är 360 meter i nord-sydlig riktning.